# Gewone plataan

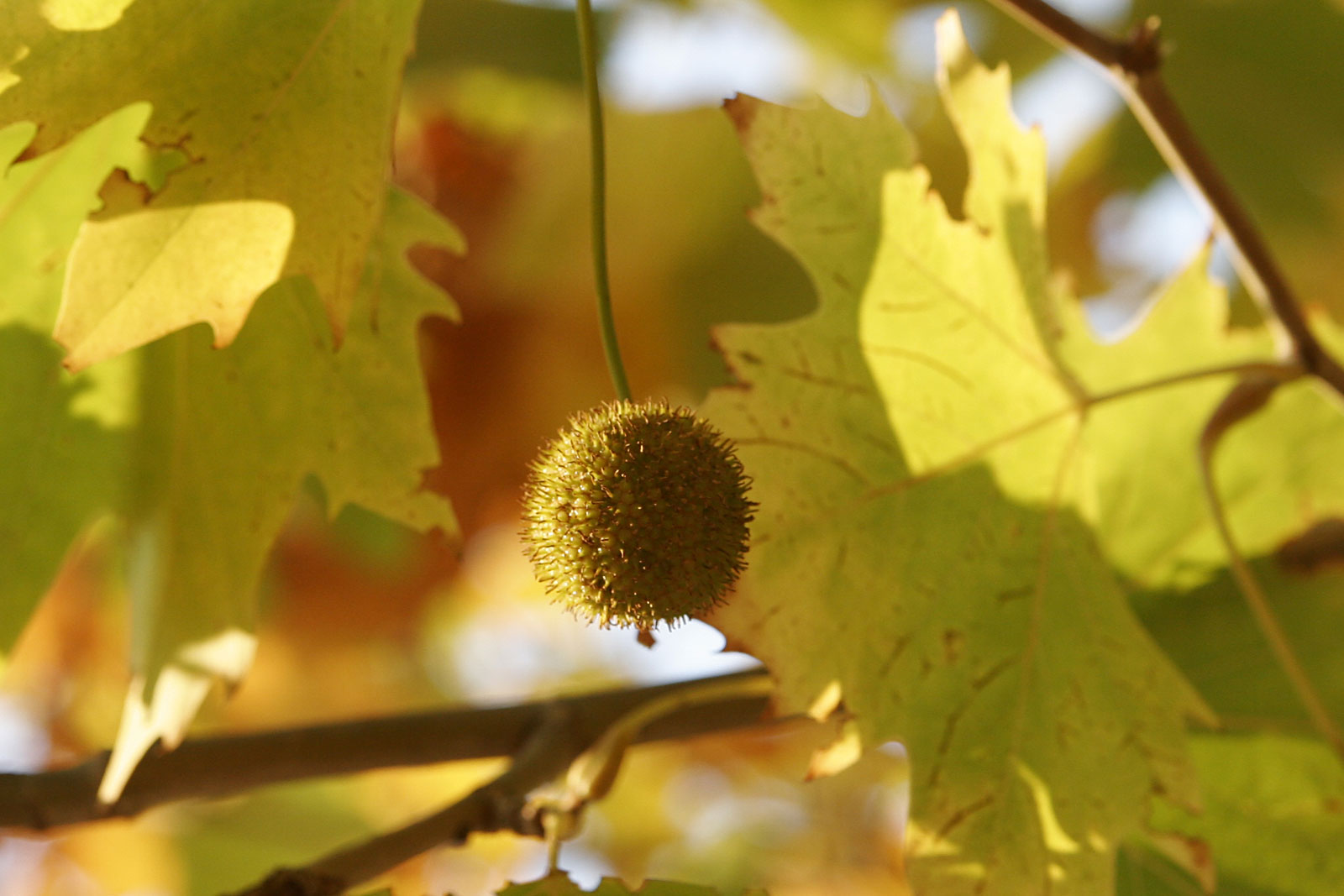
Vruchthoofdje van de gewone plataan

De gewone plataan of esdoornbladige plataan (Platanus ×hispanica, synoniemen: Platanus ×acerifolia, Platanus ×hybrida) is een boom uit de plataanfamilie (Platanaceae). Het is een snelgroeiende hybride van de oosterse plataan (Plantanus orientalis) en de westerse plataan (Platanus occidentalis). De boom wordt veel aangeplant voor schaduw en voor de sierwaarde in stadsstraten en op pleinen. De boom kan de luchtvervuiling in de stad goed verdragen, evenals de beperkte beschikbare ruimte voor de wortels. Ook flink snoeien kan de boom hebben. De gewone plataan kan ongeveer 30 m hoog worden.
Het jonge blad en twijgen zijn dicht bezet met stervormige haren. Als de haren uitvallen kunnen deze soms allergische reacties, zoals jeuk en irritaties aan de slijmvliezen, veroorzaken.

## Kenmerken
De boom heeft een koepelvormige kroon met grote, gespreide takken aan een lange stam. De boomschors is glad, dun en grijsbruin. Door afschilferen ontstaan groenachtige of gele vlekken (zie foto). De boom heeft bleekgroene twijgen, die later fors en bruin van kleur worden. De knoppen zijn kegelvormig, roodbruin, en hebben een grote voet die uitsteekt. Ze zijn 6-8 mm groot.
De gewone plataan heeft drie- tot vijflobbige bladeren, waarvan elke lob driehoekig is en een ruwe getande rand heeft; de insnijdingen tussen de lobben zijn tot ongeveer 1/3 van de bladlengte diep, de middelste lob is ongeveer even lang als breed. De bladeren zijn aan de bovenzijde glanzend groen, aan de onderzijde dof en bleker.

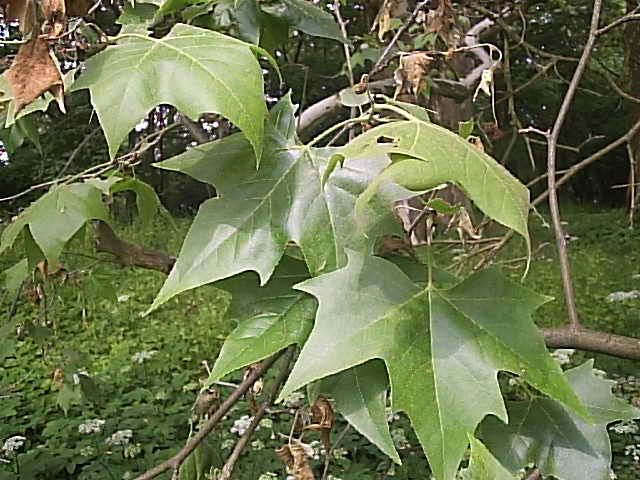
Bladeren

De gewone plataan is eenhuizig. De mannelijke en vrouwelijke bloemen vormen katjes. Het zijn ronde hoofdjes aan lange stelen. De mannelijke zijn geel, de vrouwelijke karmijnrood.
De boom heeft bruine dopvruchten (nootjes) die in bolvormige groepjes staan. Deze hebben een doorsnede van 8 cm. In de winter blijven de bolletjes aan de boom zitten. De zaden verspreiden zich in de lente. Dit zaad is voorzien van gele haartjes die als parachute dienen.

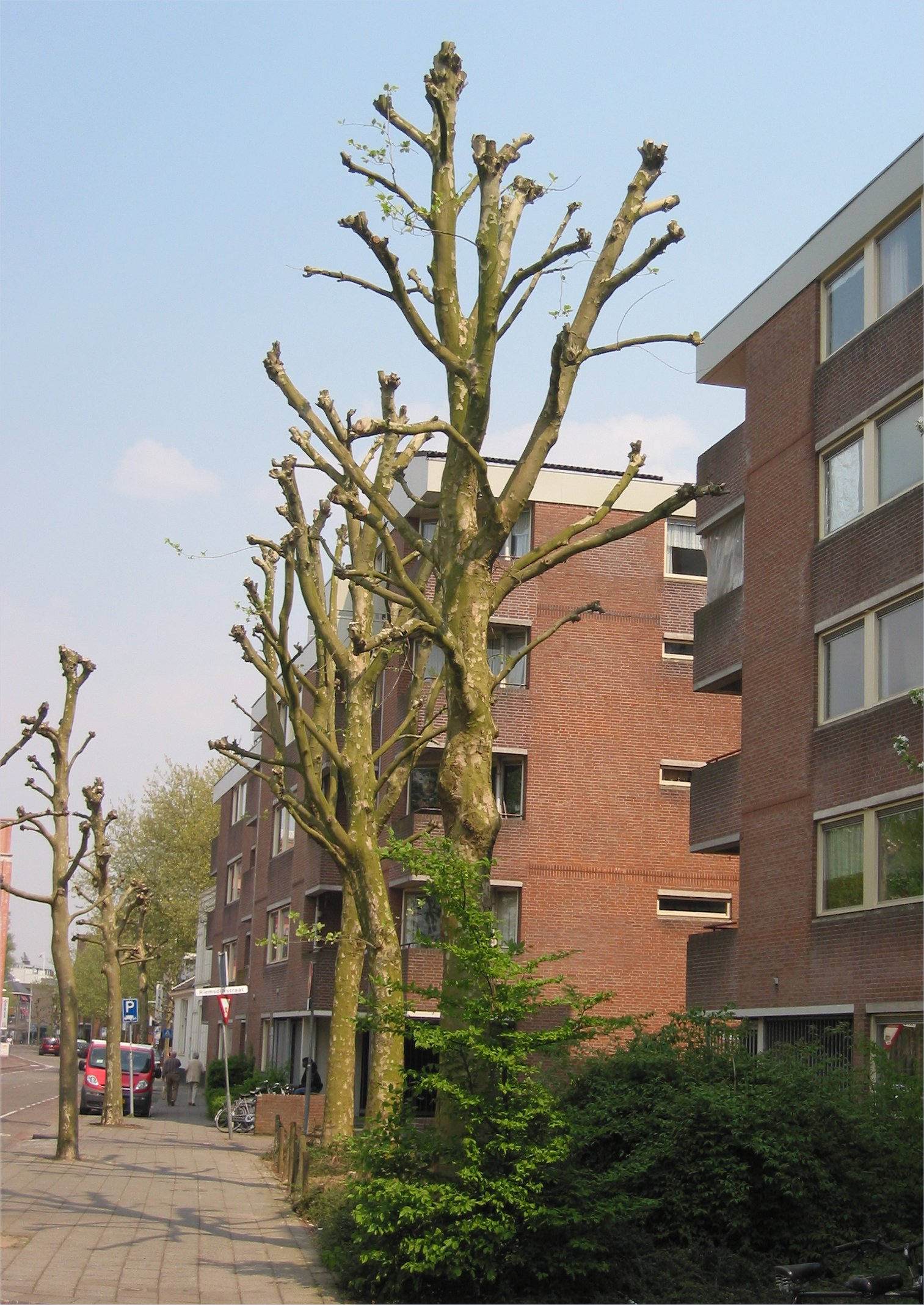
Sterk teruggesnoeid in verband met schimmelaantasting door Apiognomonia errabunda

## Wetenschappelijke naam
De wetenschappelijke naam Platanus hispanica werd in 1770 door Otto von Münchhausen gepubliceerd alsof het de naam van een soort betrof. Hij beschreef en benoemde het taxon in "Der Hausvater", een leerboek in zes delen dat vooral over tuinbouw en landbouw handelde, en als bron voor wetenschappelijke namen lang over het hoofd werd gezien. De kruising droeg daardoor in de wetenschappelijke literatuur lang de naam Platanus ×hybrida, in 1805 gepubliceerd door Felix de Avellar Brotero. Eveneens in 1805 publiceerde Carl Ludwig Willdenow voor hetzelfde taxon de naam Platanus ×acerifolia, een opwaardering tot de rang van soort voor de in 1789 door William Aiton als naam voor een variëteit van Platanus orientalis gepubliceerde naam acerifolia. Deze naam werd vooral onder tuinders de meestgebruikte. De datum van publicatie van Brotero's werk is exact bekend als "10 juli 1805", die van Willdenows deel van Species plantarum ed. 4 niet exacter dan als "1805". Voor sommige auteurs, vooral botanici, was dat reden om de naam ×hybrida prioriteit te geven over ×acerifolia. De "Atlas Florae Europaeae" vermeldde de hybride in 1999 nog als Platanus ×acerifolia. Al in 1979 publiceerde Daniel Geerinck echter een artikel waarin hij betoogde dat Platanus ×hispanica de correcte naam is.

## Toepassingen
Het roze-bruine hout van de gewone plataan kan gebruikt worden voor speelgoed, fineer, etc.

## Cultivars
Een veel gebruikte cultivar is Platanus ×hispanica 'Malburg'.

## Ziekten
De gewone plataan kan aangetast worden door de schimmel Apiognomonia errabunda, die het blad aantast en kankerplekken op de twijgen en takken veroorzaakt. Bij aantasting kan het noodzakelijk zijn de takken fors terug te snoeien om zo de schimmel kwijt te raken, maar meestal herstelt de boom vanzelf.
In de zomer van 2007 werd in de gemeente Sittard-Geleen de eerste Nederlandse gewone plataan aangetroffen die was aangetast door de massariaziekte. Sindsdien is in verschillende Nederlandse steden de aantasting vastgesteld. De massariaziekte wordt veroorzaakt door de schimmel Splanchnonema platani. Deze schimmel behoort tot de zakjeszwammen (Ascomycota). Een oudere benaming voor de schimmel is Massaria platani, waarvan de term massariaziekte is afgeleid.
De plataanvouwmijnmot kan veel bladen aantasten. Op een blad zijn wel tot zestig mijnen aangetroffen, maar de boom schijnt hiervan verder weinig last te ondervinden.